# Michele Castagnetti
Michele Castagnetti (Montecchio Emilia, 27 dicembre 1989) è un calciatore italiano, centrocampista della Cremonese.

## Caratteristiche tecniche
Gioca prevalentemente come regista di centrocampo o come mediano, il suo piede preferito è il sinistro, abile tatticamente e nelle verticalizzazioni per i compagni, possiede un buon tiro dalla lunga distanza. 

## Carriera

### Club
Cresce calcisticamente nelle giovanili dell'U.S. Montecchio, esordendo nel campionato di Prima Categoria a quattordici anni, prima di essere prelevato dalla Termolan Bibbiano, società di Eccellenza reggiana, nel 2006. Dopo un ottimo campionato con la compagine bibbianese, passa in prestito nella stagione 2007-2008 al Mantova, con cui disputa il Campionato Primavera. Dal 2008 al 2011 ha giocato tre stagioni per i parmensi del Crociati Noceto, giocando il primo anno in Serie D, campionato che la squadra vince. Mentre i successivi due anni ha militato in Seconda Divisione della Lega Pro.
Nell'estate del 2011 passa alla Feralpi Salò formazione bresciana di Prima Divisione della Lega Pro, dove ritrova Andrea Tedeschi, collaboratore dell'allenatore Gian Marco Remondina e in precedenza compagno di squadra di Castagnetti nella Termolan Bibbiano. Castagnetti rimane a Salo' per due anni prima di rimanere svincolato al termine della stagione 2012-2013. Il 6 settembre 2013 firma un contratto triennale per il Cosenza in Seconda Divisione. Dopo una buona prima parte di stagione, il giocatore chiede ufficialmente la cessione alla società calabrese per motivi familiari.
Il 22 gennaio trova un accordo di diciotto mesi con la Carrarese tornando a giocare in Prima Divisione della Lega Pro e ritrovando sia Gian Marco Remondina come allenatore, sia Andrea Tedeschi come collaboratore. Nell'estate del 2015 firma un contratto biennale con la SPAL. Con la società estense raggiunge subito al primo anno la promozione in Serie B. Con la promozione in serie cadetta gli viene rinnovato ulteriormente il contratto fino al giugno 2019. Nella stagione successiva il 27 agosto 2016 fa il suo debutto in Serie B, giocando da titolare nella partita persa in trasferta 2-0 a Benevento. Il 18 maggio 2017 grazie alla vittoria interna 2-1 nell'ultima partita di campionato giocata contro il Bari, contribuisce a riportare la società estense in Serie A dopo ben 49 anni di assenza.
Il 12 luglio 2017 viene ceduto con la formula del prestito con diritto di riscatto all'Empoli. Il 20 gennaio 2018 segna la sua prima rete in campionato, nella vittoria degli azzurri per 2-1 (rete decisiva) contro la Ternana, con una grande conclusione dalla lunga distanza circa 35 metri. Contribuisce al ritorno in Serie A della società toscana, ad un solo anno di distanza dalla retrocessione dalla massima serie italiana. Al termine della stagione l'Empoli non esercita il diritto di riscatto e il calciatore fa ritorno alla SPAL. Il 2 luglio 2018 si trasferisce a titolo definitivo alla Cremonese, firmando un contratto triennale. Il 24 agosto del 2019 realizza su calcio piazzato dai 35 metri, la sua prima rete in campionato, con la maglia grigio-rossa, decisiva nella vittoria per 2-1 in trasferta contro il Venezia. Segna il secondo gol in campionato con un capolavoro da oltre il centrocampo nella vittoriosa trasferta di Frosinone (0-2) il 7 marzo 2020, mentre il terzo, nell'1-3 di Ascoli, arriva il 17 giugno, direttamente da calcio d'angolo. A fine stagione, il gol contro il Frosinone, gli vale il premio di "Gol dell'anno" da parte di Dazn, mentre quello contro il Venezia si classifica al quarto posto.
Il 16 marzo 2021, sigla con una prodezza da circa 70 metri la rete del definitivo 2-0 in trasferta contro la Virtus Entella. La rete fa il giro del mondo e gli permette di bissare il successo della stagione precedente come migliore marcatura del torneo.

## Statistiche

### Presenze e reti nei club
Statistiche aggiornate al 21 settembre 2024.
| Stagione               | Squadra                | Campionato             | Campionato | Campionato | Coppe nazionali | Coppe nazionali | Coppe nazionali | Coppe continentali | Coppe continentali | Coppe continentali | Altre coppe | Altre coppe | Altre coppe | Totale | Totale |
| Stagione               | Squadra                | Comp                   | Pres       | Reti       | Comp            | Pres            | Reti            | Comp               | Pres               | Reti               | Comp        | Pres        | Reti        | Pres   | Reti   |
| ---------------------- | ---------------------- | ---------------------- | ---------- | ---------- | --------------- | --------------- | --------------- | ------------------ | ------------------ | ------------------ | ----------- | ----------- | ----------- | ------ | ------ |
| 2008-2009              | Crociati Noceto        | D                      | 27         | 2          | CI-D            | 0               | 0               | -                  | -                  | -                  | -           | -           | -           | 27     | 2      |
| 2009-2010              | Crociati Noceto        | 2D                     | 30         | 1          | CI-LP           | 0               | 0               | -                  | -                  | -                  | -           | -           | -           | 30     | 1      |
| 2010-2011              | Crociati Noceto        | 2D                     | 26         | 2          | CI-LP           | 0               | 0               | -                  | -                  | -                  | -           | -           | -           | 26     | 2      |
| Totale Crociati Noceto | Totale Crociati Noceto | Totale Crociati Noceto | 83         | 5          |                 | 0               | 0               |                    | -                  | -                  |             | -           | -           | 83     | 5      |
| 2011-2012              | Feralpisalò            | 1D                     | 27         | 2          | CI+CI-LP        | 1+0             | 0               | -                  | -                  | -                  | -           | -           | -           | 28     | 2      |
| 2012-2013              | Feralpisalò            | 1D                     | 30         | 3          | CI+CI-LP        | 0               | 0               | -                  | -                  | -                  | -           | -           | -           | 30     | 3      |
| Totale FeralpiSalò     | Totale FeralpiSalò     | Totale FeralpiSalò     | 57         | 5          |                 | 1               | 0               |                    | -                  | -                  |             | -           | -           | 58     | 5      |
| 2013-gen.2014          | Cosenza                | 2D                     | 10         | 0          | CI-LP           | 0               | 0               | -                  | -                  | -                  | -           | -           | -           | 10     | 0      |
| gen.-giu. 2014         | Carrarese              | 1D                     | 11         | 0          | CI-LP           | 0               | 0               | -                  | -                  | -                  | -           | -           | -           | 11     | 0      |
| 2014-2015              | Carrarese              | 1D                     | 33         | 3          | CI-LP           | 2               | 0               | -                  | -                  | -                  | -           | -           | -           | 35     | 3      |
| 2015-2016              | SPAL                   | LP                     | 30         | 2          | CI+CI-LP        | 2+2             | 0               | -                  | -                  | -                  | SC-LP       | 1           | 0           | 35     | 2      |
| 2016-2017              | SPAL                   | B                      | 29         | 0          | CI              | 1               | 0               | -                  | -                  | -                  | -           | -           | -           | 30     | 0      |
| Totale SPAL            | Totale SPAL            | Totale SPAL            | 59         | 2          |                 | 5               | 0               |                    | -                  | -                  |             | 1           | 0           | 65     | 2      |
| 2017-2018              | Empoli                 | B                      | 39         | 1          | CI              | 1               | 0               | -                  | -                  | -                  | -           | -           | -           | 40     | 1      |
| 2018-2019              | Cremonese              | B                      | 36         | 0          | CI              | 1               | 1               | -                  | -                  | -                  | -           | -           | -           | 37     | 1      |
| 2019-2020              | Cremonese              | B                      | 35         | 3          | CI              | 4               | 1               | -                  | -                  | -                  | -           | -           | -           | 39     | 4      |
| 2020-2021              | Cremonese              | B                      | 32         | 1          | CI              | 2               | 0               | -                  | -                  | -                  | -           | -           | -           | 34     | 1      |
| 2021-2022              | Cremonese              | B                      | 30         | 0          | CI              | 1               | 0               | -                  | -                  | -                  | -           | -           | -           | 31     | 0      |
| 2022-2023              | Cremonese              | A                      | 27         | 0          | CI              | 6               | 0               | -                  | -                  | -                  | -           | -           | -           | 33     | 0      |
| 2023-2024              | Cremonese              | B                      | 39         | 4          | CI              | 2               | 0               | -                  | -                  | -                  | -           | -           | -           | 41     | 4      |
| 2024-2025              | Cremonese              | B                      | 34         | 1          | CI              | 1               | 0               | -                  | -                  | -                  | -           | -           | -           | 5      | 1      |
| Totale Cremonese       | Totale Cremonese       | Totale Cremonese       | 203        | 9          |                 | 17              | 2               |                    | -                  | -                  |             | -           | -           | 220    | 11     |
| Totale carriera        | Totale carriera        | Totale carriera        | 495        | 25         |                 | 26              | 2               |                    | -                  | -                  |             | 1           | 0           | 522    | 37     |

## Palmarès

### Club

#### Competizioni nazionali
- Serie D: 1

Crociati Noceto: 2008-2009
- Lega Pro: 1

SPAL: 2015-2016
- Supercoppa di Lega Pro: 1

SPAL: 2016
- Campionato di serie B: 4

S.P.A.L.: 2016-2017
Empoli: 2017-2018
Cremonese: 2021-2022
Cremonese: 2024-2025

### Individuale
- https://www.legab.it/video/miglior-gol-2020-21/[collegamento interrotto]